# Tetracanthella gamae
Tetracanthella gamae är en urinsektsart som beskrevs av Louis Deharveng 1987. Tetracanthella gamae ingår i släktet Tetracanthella och familjen Isotomidae. Inga underarter finns listade i Catalogue of Life.